# المنزل (تعز)
المنزل هي إحدى قرى الجمهورية اليمنية. تتبع جغرافيا لمحافظة تعز وإداريًا لمديرية التعزية. يبلغ تعداد سكانها 2482 نسمة حسب الإحصاء الذي أجري عام 2004.